# 石川可鍛製鉄
石川可鍛製鉄株式会社（いしかわかたんせいてつ、英語表記ISHIKAWA MALLEABLE IRON CO.,LTD.）は、ダクタイル鋳鉄の製造、機械加工を行うメーカー。
本社は石川県かほく市に有する。

## 概要
- 代表取締役社長： 塩谷哲生
- 所在地： 石川県かほく市宇気い-9
- 設立： 1953年（昭和28年）5月
- 資本金： 4,800万円

## 主な関連会社
- 蘇州石川製鉄
- 中央可鍛工業